# 松本昇三
松本 昇三（まつもと しょうぞう 1921年8月12日 - 1996年9月4日）は朝日放送元プロデューサー。
「お笑いの昇ちゃん」と言われるほど演芸、お笑い番組を多数手がけた。

## 来歴・人物
大阪松屋町筋の生まれ、子供のころ母に連れられ近所にあった松竹館という寄席に漫才や落語を見に行ったことで興味を持つようになる。
慶應義塾大学法学部に入学、学生時代も四谷の下宿先から大学に通わず近所にあった喜よしという寄席に足繁く通った。
1946年に大学卒業、卒業後も就職せずに大阪戎橋松竹の楽屋に出入りし芸人らと交友を持つようになる。
1951年、戎橋松竹をラジオ中継していた朝日放送に学芸部員として入社、寄席の中継番組などを携わる。このころ担当した代表的な番組に二代目桂春團治の「春團治十三夜」がある。
1955年には低迷していた上方落語にスポットライトを当てたホール落語会「上方落語をきく会」を後輩の澤田隆治らと企画。
12月1日、大阪高麗橋の三越劇場にて第1回を開催。1回目の出演者には引退同然だった四代目桂文團治と橘ノ圓都を出演させた。
以降若手や東京の噺家をゲストに招くなどした。
この会は2014年現在でも続く落語会になっている。
1958年には噺家の六代目笑福亭松鶴、三代目桂米朝、戎橋松竹で人気者だった中田ダイマル・ラケット、売り出し中だったかしまし娘、ベテランの松鶴家光晴・浮世亭夢若らに専属契約を結ばせ彼らを起用した番組を多く手掛ける。
担当した松鶴家光晴・浮世亭夢若「漫才教室」、中田ダイマルラケットの「お笑い街頭録音」は彼らの代表番組にもなった。
以降ラジオ制作部長、テレビ制作部部長などを歴任。
1966年に朝日放送退社、1981年から1989年までビデオワークスの専務として松竹新喜劇の中継のプロデュースに関わった。

## 担当番組
- 釜ヶ崎 (テレビドラマ)